# Волынкин, Николай Петрович
Николай Петрович Волынкин (1913 — 1956) — советский передовик сельского хозяйства, звеньевой полеводческой бригады колхоза «Молот» Шегарского района Томской области, Герой Социалистического Труда (1948).

## Биография
Родился 27 ноября 1913 года в Сольвычегодском уезде Вологодской губернии (ныне Котласский район Архангельской области). Окончил 4 класса церковно-приходской школы. В 1930-х годах его семья в числе нескольких других из-за голода переехала в Западную Сибирь, в деревню Добринка Кривошеинского района Западно-Сибирского края (ныне Томской области). Там овладел сельскохозяйственными профессиями, стал ударником труда.
С сентября 1941 года — на фронте Великой Отечественной войны, красноармеец. В ноябре 1942 года под Ленинградом был ранен. Добираясь до госпиталя, обморозился, что привело к ампутации пальцев ног. После года лечения в госпиталях был комиссован и отправлен на военный завод, расположенный на станции Кривощёково Новосибирской области.
В 1945 году начал трудиться в колхозе «Молот» Шегарского района Томской области. В 1946 году награждён медалью «За победу над Германией в Великой Отечественной войне 1941—1945 гг.».
В колхозе «Молот» в 1947 году полеводческое звено под его руководством собрало урожай озимой ржи 33,2 центнера с гектара на площади 9,5 га, что в то время было выдающимся показателем. Указом Президиума Верховного Совета СССР от 30 марта 1948 года за получение высокого урожая ржи при выполнении колхозом обязательных поставок и натуроплаты за работу МТС в 1947 году и обеспеченности семенами зерновых культур для весеннего сева 1948 года Н. П. Волынкину присвоено звание Героя Социалистического Труда.
В дальнейшем работал звеньевым, бригадиром-наставником полеводов в родном колхозе. Проживал в селе Гусево, был женат, имел шестерых детей.
Умер 24 ноября 1956 года на 43-м году жизни.